# Alfred Renauer

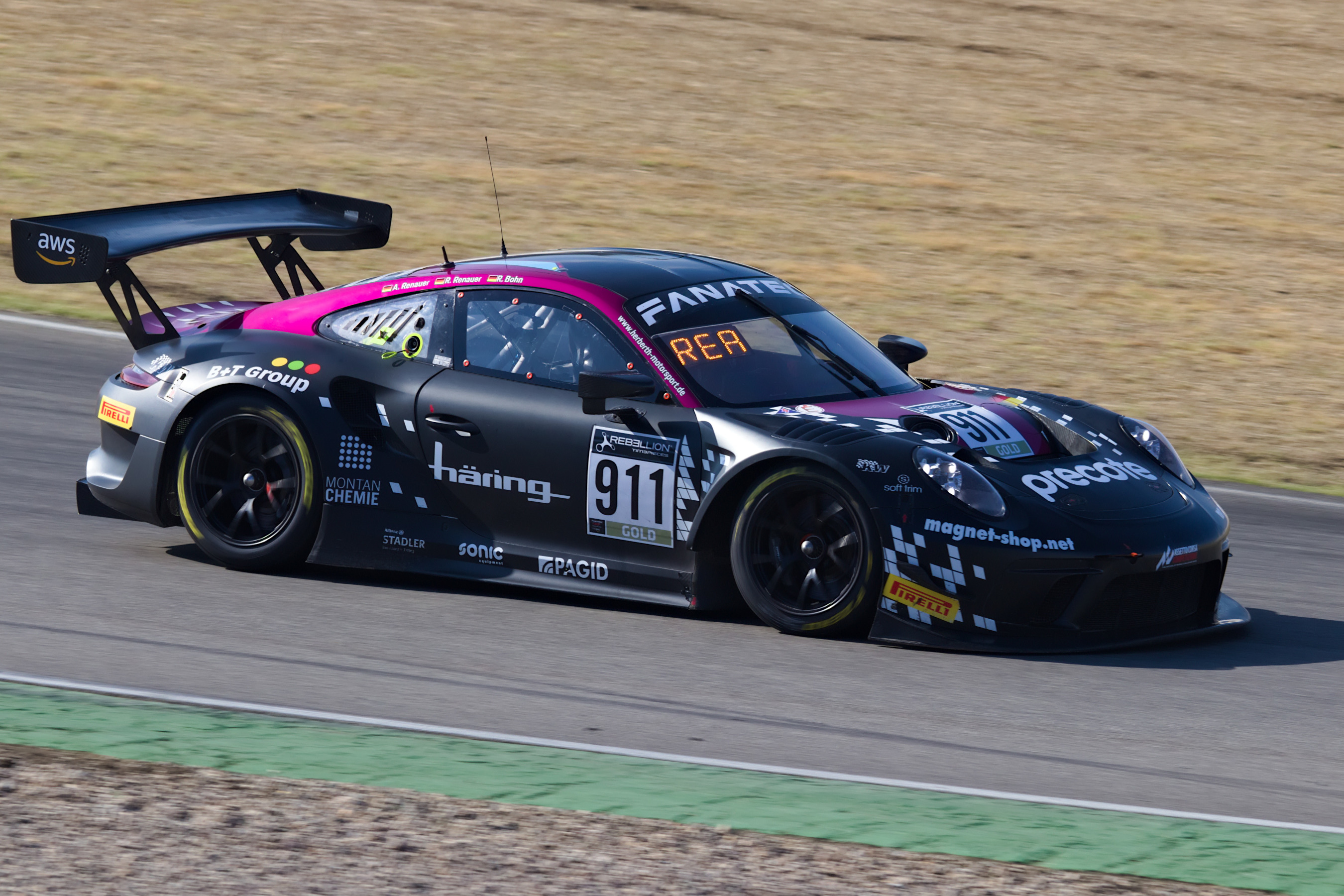
Alfred Renauer im Porsche 911 GT3 R (991.II) 2022 in der GT World Challenge am Hockenheimring

Alfred Renauer (* 15. März 1985 in Dachau) ist ein deutscher Motorsportteam-Inhaber und Automobilrennfahrer.
Zusammen mit seinem Zwillingsbruder Robert Renauer leitet er das Team Herberth Motorsport.

## Karriere
Alfred Renauer begann seine Motorsportkarriere 2000 im Kartsport.
2003 wechselte er in den Porsche Carrera Cup Deutschland und fuhr dort zwei Saisons für Herberth Motorsport. Seine beste Platzierung im Porsche-Markenpokal war 2004 der 13. Rang in der Jahreswertung. In den Jahren 2005, 2007 und 2009 trat er im Carrera Cup als Gaststarter an. Parallel startete er 2004 im Porsche Supercup.
Mit der folgenden Saison ging Renauer in der ADAC GT Masters an den Start. Dort fuhr er 2008 und 2009 mit einem Lamborghini Gallardo GT3. Nach einer zweijährigen Pause pilotierte er von 2012 bis 2015 für Herberth Motorsport einen Porsche 911 GT3 R in der Meisterschaft. 2018 fuhr er zwei Läufe mit einem Ferrari 488 GT3 für das Team HB Racing. In der Saison 2020 trat er wieder für das Team Precote Herberth Motorsport in der Rennserie an.
Von 2015 bis 2017 startete er mit einem Porsche 911 GT3 R und Lamborghini Huracán GT3 in der A6-Klasse der 24H Series und erreichte 2016 dort mit einem dritten Platz in der Gesamtwertung sein bestes Ergebnis. Seit 2018 fährt er in der Europameisterschaft der 24H GT Series. Sein bestes Resultat in dieser Rennserie erzielte er 2018 mit einem fünften Rang in der Gesamtwertung.
2017 fuhr er eine komplette Saison mit einem Porsche 911 GT3 R im Endurance Cup der Blancpain GT Series und belegte in der ProAm-Wertung den 32. Rang. In den beiden Folgejahren trat er in der Rennserie nur beim 24-Stunden-Rennen von Spa-Francorchamps an, das er 2018 mit einem 39. Platz beendete.
Sein letzter größerer Erfolg war 2019 der zweite Gesamtplatz beim 24-Stunden-Rennen von Dubai in der A6-AM-Klasse.
Nachdem sein Vater Alfred Herberth 2012 bei einem Verkehrsunfall ums Leben gekommen war, übernahm er zusammen mit seinem Bruder Robert die Leitung des Motorsportteams Herberth Motorsport. Die größten Erfolge des Teams waren 2013 der Fahrer-Vizemeistertitel und 2018 der Fahrertitel durch Robert Renauer und Mathieu Jaminet und der dritte Platz in der Teamwertung der ADAC GT Masters.